# Regina Douglas Park (circonscription saskatchewanaise)
Pour les articles homonymes, voir Regina (homonymie) et Douglas Park.
Circonscription électorale provinciale du Canada
Regina Douglas Park (initialement Regina Victoria) est une circonscription électorale provinciale de la Saskatchewan au Canada. Elle est représentée à l'Assemblée législative de la Saskatchewan depuis 1975.

## Géographie
La circonscription consiste au centre-est de la ville de Regina, soit les quartiers d'Arnheim Place, Gladmer Park, Al Ritchie, Assiniboia East et Boot Hill.

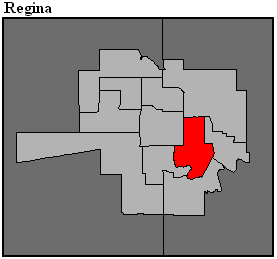
Frontière de la circonscription en 2016.
Frontière de la circonscription en 2022.

## Liste des députés
| Parlement           | Années          | Député             | Député                   | Parti                     |
| Regina Victoria     | Regina Victoria | Regina Victoria    | Regina Victoria          | Regina Victoria           |
| ------------------- | --------------- | ------------------ | ------------------------ | ------------------------- |
| 18e                 | 1975–1978       |                    | Henry Harold Peter Baker | Néo-démocrate             |
| 19e                 | 1978–1982       |                    | Henry Harold Peter Baker | Néo-démocrate             |
| 20e                 | 1982–1986       |                    | Metro Rybchuk (en)       | Progressiste-conservateur |
| 21e                 | 1986–1991       |                    | Harry Van Mulligen       | Néo-démocrate             |
| 22e                 | 1991–1995       |                    | Harry Van Mulligen       | Néo-démocrate             |
| 23e                 | 1995–1999       |                    | Harry Van Mulligen       | Néo-démocrate             |
| 24e                 | 1999–2003       |                    | Harry Van Mulligen       | Néo-démocrate             |
| Regina Douglas Park |                 |                    |                          |                           |
| 25e                 | 2003–2007       |                    | Harry Van Mulligen       | Néo-démocrate             |
| 26e                 | 2007–2009       |                    | Harry Van Mulligen       | Néo-démocrate             |
| 26e                 | 2009-2011       | Dwain Lingenfelter |                          | Néo-démocrate             |
| 27e                 | 2011–2016       |                    | Russ Marchuk             | Saskatchewanais           |
| 28e                 | 2016–2020       |                    | Nicole Sarauer           | Néo-démocrate             |
| 29e                 | 2020–2024       |                    | Nicole Sarauer           | Néo-démocrate             |
| 30e                 | 2024–en cours   |                    | Nicole Sarauer           | Néo-démocrate             |

## Résultats électoraux
Regina Douglas Park (depuis 2003)

Regina Victoria (1975-2003)